# Cains & Abels
Cains & Abels es una banda de rock originaria de Grand Rapids, Míchigan y que actualmente está establecida en Chicago, Illinois. La banda está formada por David Sampson (voz, bajo), Joshua Ippel (guitarra), Jonathan Dawe (batería) y Michelle Vondiziano (coros, teclados). Los miembros de la banda se conocieron en el 2003 cuando eran alumnos de Calvin College. 
En mayo de 2009 Cains & Abels lanzó Call Me Up bajo el sello de States Rights Records. En una lista de Pitchfork, la banda de post-afrobeat explosion dance NOMO lo nombró uno de los mejores álbumes del 2008, sin embargo el lanzamiento oficial fue hasta el 2009.

## Discografía

### Álbumes
- 2009: Call Me Up - States Rights Records

### EP
- 2005: Clean Air, Cloud Science - States Rights Records

### Compilaciones
- 2007: Grown Zone/Groan Zone - States Rights Records
- 2005: Bro Zone - States Rights Records Grown Zone/Groan Zone